# Dan Werner
Daniel Joseph Werner, detto Dan (Middletown, 9 ottobre 1987), è un ex cestista statunitense naturalizzato italiano, professionista in Europa.

## Palmarès
- Campione NCAA (2007)